# Цаплюк, Александр Иожефович
Александр Иожефович Цаплюк (16 января 1965, Хмельницкая область, УССР) — российский военный деятель. Начальник филиала Военной академии материально-технического обеспечения им. Генерала армии А. В. Хрулёва Министерства обороны РФ (г. Пензы) с 2015 года. Генерал-майор (2017).

## Биография
Родился 16 января 1965 года в Хмельницкой области Украинской ССР.
В 1987 году окончил Хмельницкое высшее артиллерийское командное училище.
В 1999 году окончил Военный артиллерийский университет.
в 2017 году защитил диссертацию на соискание ученой степени кандидата технических наук.
Занимал такие основные должности, как: командир тяжёлого гаубичного артиллерийского дивизиона тяжёлой гаубичной артиллерийской бригады артиллерийской дивизии в  Московском военном округе, начальник артиллерии — начальник отделения отдельной гвардейской мотострелковой бригады армии в  Северо-кавказском военном округе, командир гвардейского самоходно-артиллерийского полка гвардейской мотострелковой дивизии армии в Северо-кавказском военном округе, начальник учебного центра боевого применения (ракетных войск и артиллерии Сухопутных войск) Западного военного округа, заместитель начальника ракетных войск и  артиллерии  — начальник оперативного отдела управления ракетных войск и артиллерии Западного военного округа.
В  2015 году Указом Президента Российской Федерации назначен начальником филиала Военной академии материально-технического обеспечения имени генерала армии А. В. Хрулёва (г. Пенза).
В 2017 году присвоено звание генерал-майора. 

## Награды
- Орден «За военные заслуги»;
- Орден Мужества;
- Медаль ордена «За заслуги перед Отечеством» II степени;
- Юбилейная медаль «70 лет Вооружённых Сил СССР»;
- Медаль «За безупречную службу»;
- медали Министерства обороны РФ.

## Публикации
- Цаплюк А.И. Обращение начальника филиала Военной академии материально-технического обеспечения (г. Пенза) генерал-майора А.И. Цаплюка к авторам и читателям журнала // Военное обозрение. 2020. № 1. С. 4.

- Цаплюк А.И. О роли пормышленности Пензенской области в годы Великой Отечественной войны // Драгомировские образовательные чтения. Сборник научных статей по материалам II Международной научно‐практической конференции . Ответственный редактор И.И. Грачёв. Пенза, 2019. С. 188-191.